# 罗利·塔斯克
罗利·塔斯克（英語：Rolly Tasker，1926年3月21日—2012年6月22日），澳大利亚男子帆船运动员。他曾代表澳大利亚参加1956年和1960年夏季奥林匹克运动会帆船比赛，其中1956年奥运会获得一枚银牌。